# غوتليب تسيغلر
غوتليب تسيغلر هو صحفي وسياسي سويسري، ولد في 9 أغسطس 1828، وتوفي في 22 يونيو 1898.